# Bobina di Rogowski

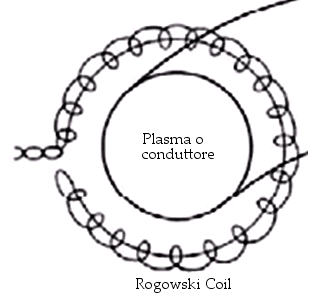
Bobina di Rogowski

La bobina di Rogowski (detta anche Rogowski coil) è un dispositivo elettrico per la misurazione di correnti alternate e correnti di tipo impulsivo.
Il dispositivo consiste di un cavo conduttore ordinatamente avvolto in foggia elicoidale su un supporto flessibile, per formare una bobina (solenoide) di lunghezza adeguata. Una estremità del solenoide viene riportata all'origine della bobina passando il cavo di ritorno all'interno del solenoide stesso (vedi figura a lato). Tale accorgimento costruttivo consente di mantenere libera una estremità della bobina, ed essa risulta in tal modo facilmente avvolgibile intorno ad un flusso di corrente di cui si vuole effettuare la misura (in un conduttore o una corrente di ioni), evitando di interferire con lo stesso. 
Inoltre, in tal modo si evita che la bobina possa "circuitare" indebitamente la corrente sotto misura. Il principio di funzionamento della sonda si basa sulla Legge di Faraday: all'interno della bobina sarà, infatti, indotta una tensione proporzionale al tasso di variazione temporale (o derivata temporale) della corrente misurata.
Un dispositivo simile alla bobina di Rogowski è stato descritto da A.P. Chattock dell'università di Bristol, che ne ha fatto uso per misurare campi magnetici piuttosto che correnti. 
La descrizione esaustiva è stata data da W. Rogowski e W. Steinhaus nel Die Messung der magnetischen Spannung, Archiv für Elektrotechnik, 1912, 1, Pt.4, pp. 141–150.

## Vantaggi
- Il vantaggio principale offerto da una bobina di Rogowski rispetto ad altri metodi di misurazione (trasformatori di corrente o TA, sensori a sonda di Hall, etc.) consiste nella flessibilità e deformabilità della sonda, permettendone l'avvolgimento intorno ad un conduttore in tensione senza disturbarlo (non-invasività della misura; sicurezza d'utilizzo).
- Poiché una bobina di Rogowski non è avvolta su un'anima in ferro, presenta un'induttanza bassa che gli conferisce una propensione spiccata alla misura di correnti che variano nel tempo anche con elevata velocità.
- Inoltre, data l'assenza di un nucleo ferromagnetico da saturare, è altamente lineare anche quando sottoposta a grandi correnti, come quelle usate nei reattori a fusione nucleare (ordine dei MA) e nella trasmissione di energia elettrica (ordine dei kA).
- Una bobina di Rogowski ben costruita, con spire equidistanti è in gran parte immune ad interferenza elettromagnetica.

## Principio di funzionamento
La forma (curva) assunta dalla bobina intorno al conduttore non influenza la misura. Infatti supponiamo che la bobina sia composta di N spire, equidistanziate sulla lunghezza L della curva stessa: ciascuna spira disterà L/N dalla successiva, e il flusso concatenato con la generica spira elementare sarà {\displaystyle \phi \,\!} dato dalla formula vettoriale:
{\displaystyle \phi =\mathbf {B} \cdot {\frac {\mathbf {dl} }{dl}}S=\mu _{0}\mathbf {H} \cdot {\frac {\mathbf {dl} }{dl}}S,\ \,\!}
ove:
- H = campo di forza magnetico (A/m), supposto uniforme sulla spira (spira piccola)
- B = campo di induzione magnetica (T)
- S = superficie della spira (m^2) (costante per tutte le spire)
- dl = elemento di lunghezza della curva (m) (vettore)
- dl = modulo dell'elemento di lunghezza (m)
- {\displaystyle \mu _{0}\,\!} = permeabilità magnetica del vuoto (0.4π μH/m).

Inoltre dl/dl rappresenta il vettore di lunghezza unitaria (versore) normale alla superficie S. 
La formula precedente può essere riscritta come segue:
{\displaystyle \phi dl=\mu _{0}S\mathbf {H} \cdot \mathbf {dl} \ \,\!}
e questa può essere integrata sull'intera lunghezza della curva descritta dalla bobina nello spazio (tramite un integrale di circuitazione):
{\displaystyle \int _{L}\phi dl=\mu _{0}S\int _{L}\mathbf {H} \cdot \mathbf {dl} .}
L'integrale al primo membro rappresenta il flusso medio per spira {\displaystyle \phi _{m}\,\!} moltiplicato per la lunghezza L, dato che, per definizione:
{\displaystyle \phi _{m}={\frac {1}{L}}\int _{L}\phi dl}
mentre al secondo membro possiamo applicare la legge di circuitazione dell'Ampere. Dunque risulta:
{\displaystyle \phi _{m}={\frac {\mu _{0}Si}{L}}}
dove i è la corrente da misurare. Il flusso totale {\displaystyle \psi \,\!} concatenato con la bobina vale quindi:
{\displaystyle \psi =N\phi _{m}={\frac {\mu _{0}SN}{L}}i}.
La f.e.m. indotta sulla bobina è la derivata temporale del flusso totale (legge di Faraday-Neumann-Lenz):
{\displaystyle e=-{\frac {d\psi }{dt}}=-{\frac {\mu _{0}SN}{L}}{\frac {di}{dt}}}
da cui si ricava la corrente per integrazione:
{\displaystyle i=-{\frac {L}{\mu _{0}SN}}\int edt}.
Occorre pertanto conoscere solamente la lunghezza del solenoide, il numero delle spire componenti (dovrà essere abbastanza elevato per garantire l'applicabilità della legge di Ampere), e la sezione delle spire (le spire devono essere piccole e tutte uguali) per calcolare la costante strumentale; l'integrale della tensione ai morsetti, moltiplicata per la costante, consente poi di ottenere immediatamente la corrente. In regime sinusoidale puro, vale la formula finale:
{\displaystyle I=-{\frac {L}{\mu _{0}SN}}\cdot {\frac {E}{2\pi f}}}.
in cui:
- I = valore efficace della corrente da misurare
- E = valore efficace della tensione misurabile ai morsetti della bobina
- f = frequenza della corrente da misurare.